# Lisa Jeanpierre
Pour les articles homonymes, voir Jeanpierre.
Lisa Jeanpierre, née le 28 juillet 1999 à Mulhouse (Haut-Rhin), est une volleyeuse internationale française évoluant au poste de réceptionneuse-attaquante. 
Elle mesure 1,84 m et joue pour l'équipe de France depuis 2018.

## Biographie

### Jeunesse et formation
Originaire de Kingersheim, ville du département du Haut-Rhin, elle commence à jouer au volley-ball à l'âge de 7 ans au sein du club local. Elle déclare sur ses débuts : « J’ai reçu un papier dans la boîte aux lettres me proposant de faire du volley dans ma ville par hasard et c’est là que tout a commencé. J’y ai pris goût jusqu’à en faire une passion. » Au VBC Kingersheim durant sept ans, elle y évolue de la catégorie jeune à la Nationale 3 avant d'entrer au pôle de Mulhouse. Un an plus tard, elle devient pensionnaire de l'Institut fédéral de Toulouse et suit un cursus de formation de trois années,. 

### Carrière en club
En 2017, elle est recrutée par l'ASPTT Mulhouse où elle commence sa carrière professionnelle à l'âge de 18 ans. Avec le club de sa région, elle remporte la Supercoupe de France 2017 et découvre le haut niveau européen avec la Ligue des champions et la Coupe de la CEV,. Très peu utilisée par l'entraîneure Magali Magail durant deux saisons, elle décide de quitter le club en 2019 et s'engage avec le VBC Chamalières où elle augmente son temps de jeu au poste de réceptionneuse-attaquante. En 2020, elle signe pour le club espagnol de CV Haris, basé à 
Tenerife, où elle réalise le doublé Championnat-Coupe d'Espagne lors de sa seconde saison et parvient en finale de la Challenge Cup,,,,,. En 2022, elle s'engage avec un autre club espagnol : le CV Alcobendas, situé dans la Communauté de Madrid.

### En sélection
En 2015, elle découvre la sélection juniors. En 2018, elle fait ses débuts en équipe de France A sous les ordres de Félix André, année où elle dispute notamment la Ligue d'or européenne. En avril 2021, une blessure à la cheville gauche l'a prive des qualifications pour le Championnat d'Europe 2021.

## Clubs
| Club            | De        | À         |
| --------------- | --------- | --------- |
| ASPTT Mulhouse  | 2017-2018 | 2018-2019 |
| VBC Chamalières | 2019-2020 | 2019-2020 |
| CV Haris        | 2020-2021 | 2021-2022 |
| CV Alcobendas   | 2022-2023 | 2023-2024 |

## Palmarès

### En sélection
Néant

### En club

#### en France
- Supercoupe de France (1) :
  - Vainqueur : 2017.

#### en Espagne
- Challenge Cup :
  - Finaliste : 2022.
- Championnat d'Espagne (1) :
  - Vainqueur : 2022.
- Coupe d'Espagne (1) :
  - Vainqueur : 2022.